# Krzysztof Łazarski
Krzysztof Łazarski (Christopher) (ur. 21 lutego 1953 w Płońsku) – polski historyk i politolog, doktor habilitowany nauk społecznych. Profesor nadzwyczajny, wykładowca na Wydziale Ekonomii i Zarządzania Uczelni Łazarskiego w Warszawie.

## Życiorys
Jest absolwentem Wydziału Historycznego Uniwersytetu Warszawskiego (1978). Następnie doktoryzował się na Uniwersytecie Georgetown (1993) a w roku 2015 uzyskał habilitację na Uniwersytecie Mikołaja Kopernika w Toruniu.
Od 1983 do 1995 roku mieszkał i pracował naukowo w Stanach Zjednoczonych: Georgetown University (1985-89), Hoover Institution i Stanford University, gdzie był asystentem kuratora East European Collection oraz asystentem naukowym Dr. Roberta Conquesta (1990-1995). Od 1996 pracuje na Uczelni Łazarskiego.
Odbywał wizyty studyjne na Georgetown (2007), Cambridge (2014, 2016), w British Library (2015). Od 2006 uczestniczy w projekcie „Recovering Forgotten History: The Image of East-Central Europe in English-Language Academic Textbooks”.
Obecnie jest Prodziekanem Wydziału Ekonomii i Zarządzania ds. studiów walidowanych oraz dyrektorem i wykładowcą w programie studiów anglojęzycznych Uczelni Łazarskiego z podwójnym dyplomem z Coventry University.

## Działalność opozycyjna
Był działaczem opozycji antykomunistycznej, działał w Komitecie Obrony Robotników – KOR i w związku zawodowym „Solidarność”, wydawcą podziemnych pism „Głos” i „Zbliżenia”. Był internowany w czasie stanu wojennego od 13 grudnia 1981 do 10 lipca 1982.

## Odznaczenia i nagrody
- Złoty Krzyż Zasługi (2003)[5].

## Publikacje
- The Lost Opportunity: Attempts at Unification of the Anti-Bolsheviks, 1917-1919. Moscow, Kiev, Jassy, Odessa. Lanham: Univeristy Press of America, 2008.[6]
- Power tends to corrupt: Lord Acton’s study of liberty, NIU Press - DeKalb, IL, 2012, 340 p. ISBN 978-0875804651[7].
- Janusz Grygieńć, Krzysztof Łazarski, Wiesław Wacławczyk (red.), Human Rights and Politics. Warszawa: Wydawnictwo Erida, 2013.